# Marlierea suborbicularis
Marlierea suborbicularis är en myrtenväxtart som beskrevs av Mcvaugh. Marlierea suborbicularis ingår i släktet Marlierea och familjen myrtenväxter. Inga underarter finns listade i Catalogue of Life.